# Pseudooxythyrea bordesi
Pseudooxythyrea bordesi är en skalbaggsart som beskrevs av Henri de Peyerimhoff 1929. Pseudooxythyrea bordesi ingår i släktet Pseudooxythyrea och familjen Cetoniidae. Inga underarter finns listade i Catalogue of Life.